# 하트비트 (2010년 영화)
《하트비트》(프랑스어: Les Amours imaginaires, 영어: Heartbeats)는 2010년 공개된 캐나다의 영화이다.

## 출연

### 주연
- 모니아 쇼크리
- 닐스 슈네데르
- 그자비에 돌란

### 조연
- 안 도르발
- 안엘리자베트 보세
- 올리비에 모랭
- 마갈리 레핀블롱도
- 에리크 브뤼노
- 베네딕트 데카리
- 브누아 멕기니스
- 소피 데마레
- 루이 가렐

## 기타
- 미술: 그자비에 돌란
- 미술: 질 레오나르
- 세트 장식: 델핀 젤리나
- 의상: 그자비에 돌란